# Case popolari di via Faleria
Le case popolari di via Faleria-via Magna Grecia (I.C.P.) sono dei fabbricati in stile barocchetto, situati a Roma, nel quartiere Appio-Latino.
Furono progettati due gruppi di edifici, uno disposto a triangolo fra via Magnagrecia e via Faleria dall'architetto Martini, l'altro disposto a trapezio fra via Magnagrecia, via Ardea e via Faleria dall'architetto Angelo Vicario.

## Storia

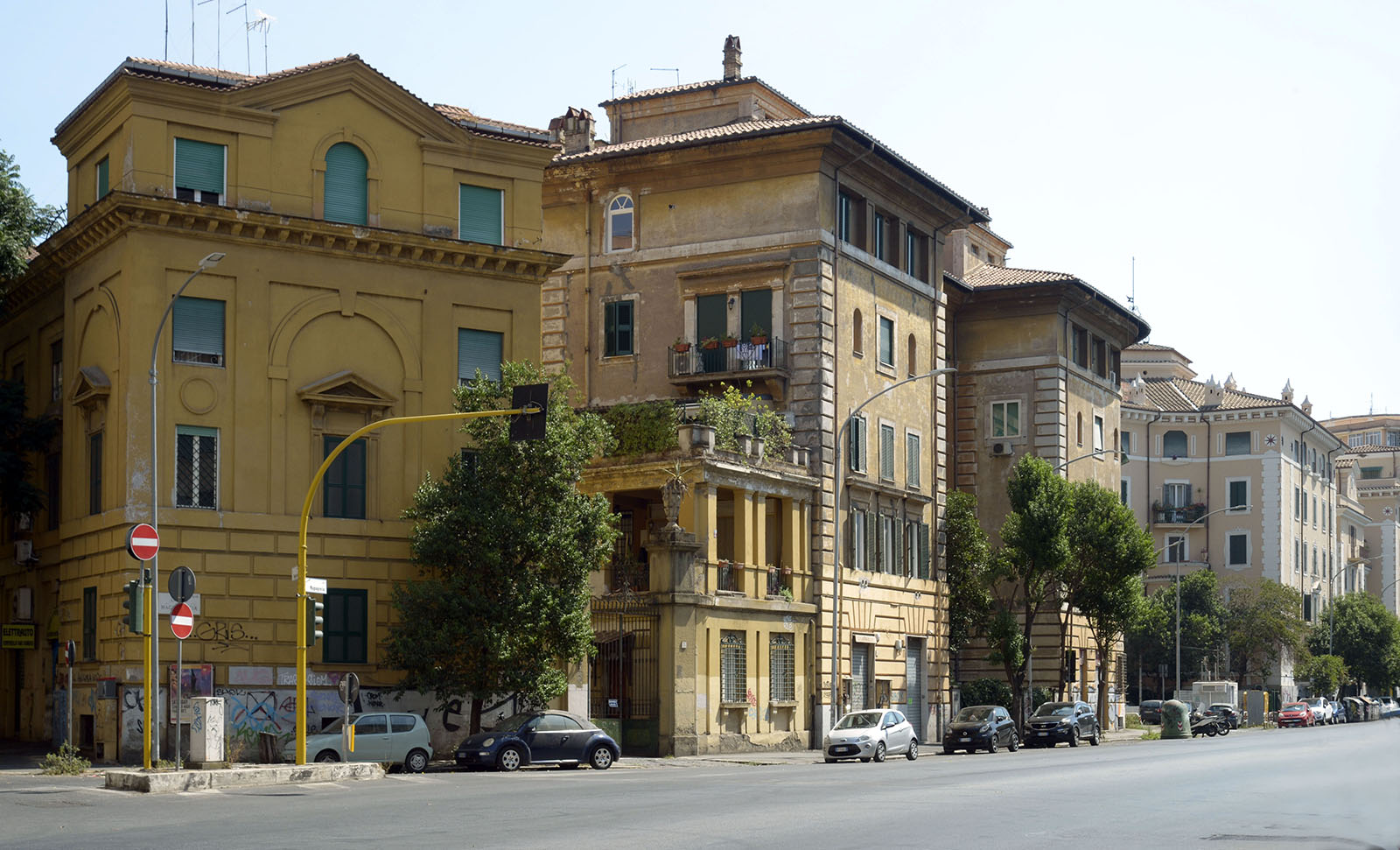
Edifici lato via Magna Grecia

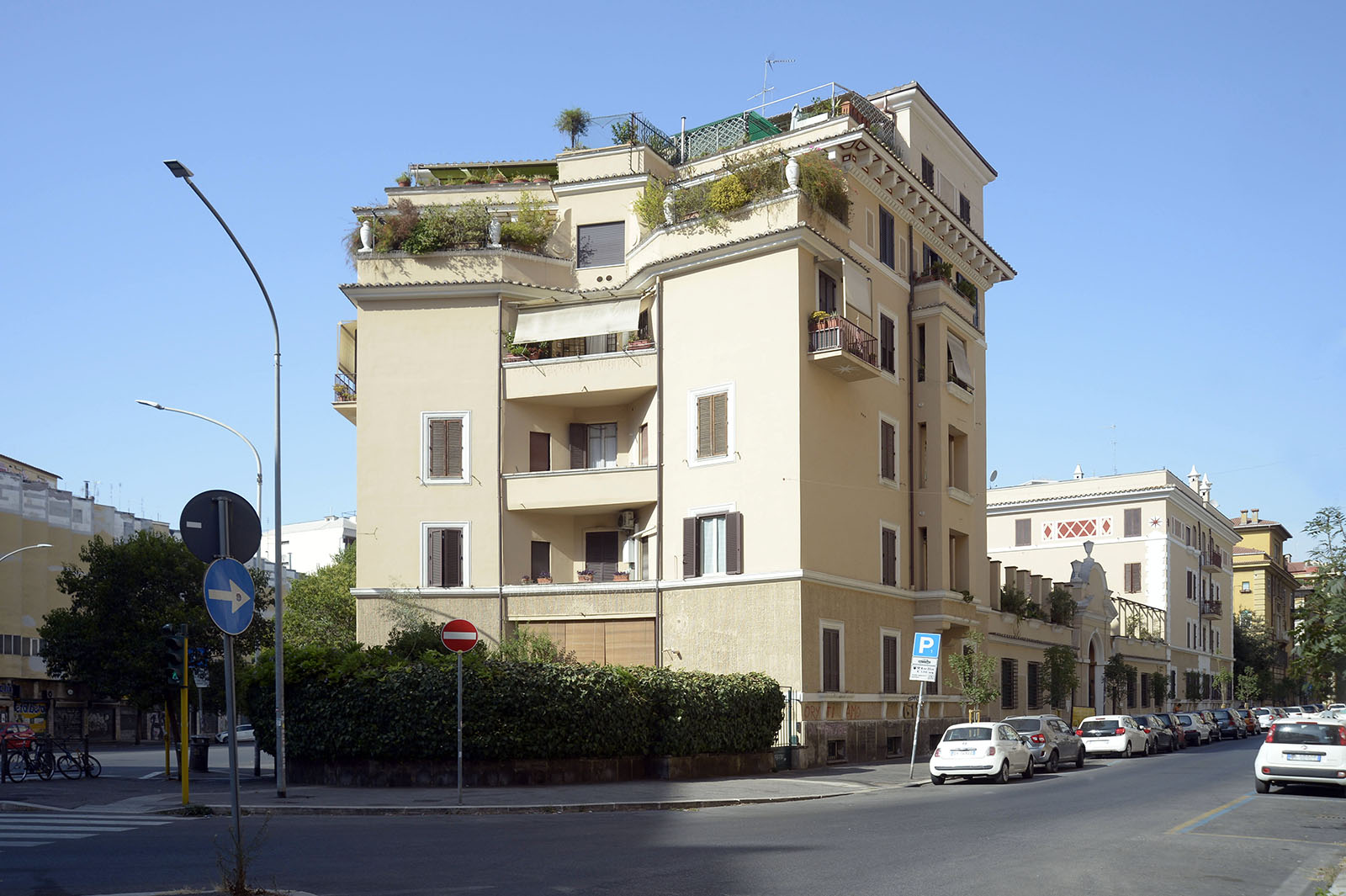
Edifici a via Faleria

I fabbricati vennero fatti costruire dalla Sovrintendenza della città in modo da poter ospitare sfrattati e bisognosi in case economiche ma poco distanti dal centro. Martini e Vicario (prescelti per la costruzione degli stabili) erano degli architetti stimati e rinomati, assieme a Camillo Palmerini, Quadrio Pirani e molti altri. La prima pietra venne posata nel 1927, mentre gli edifici vennero terminati nel 1930. Dal 2009 sono tutelati dalla Sovrintendenza alle Belle Arti di Roma.

## Struttura

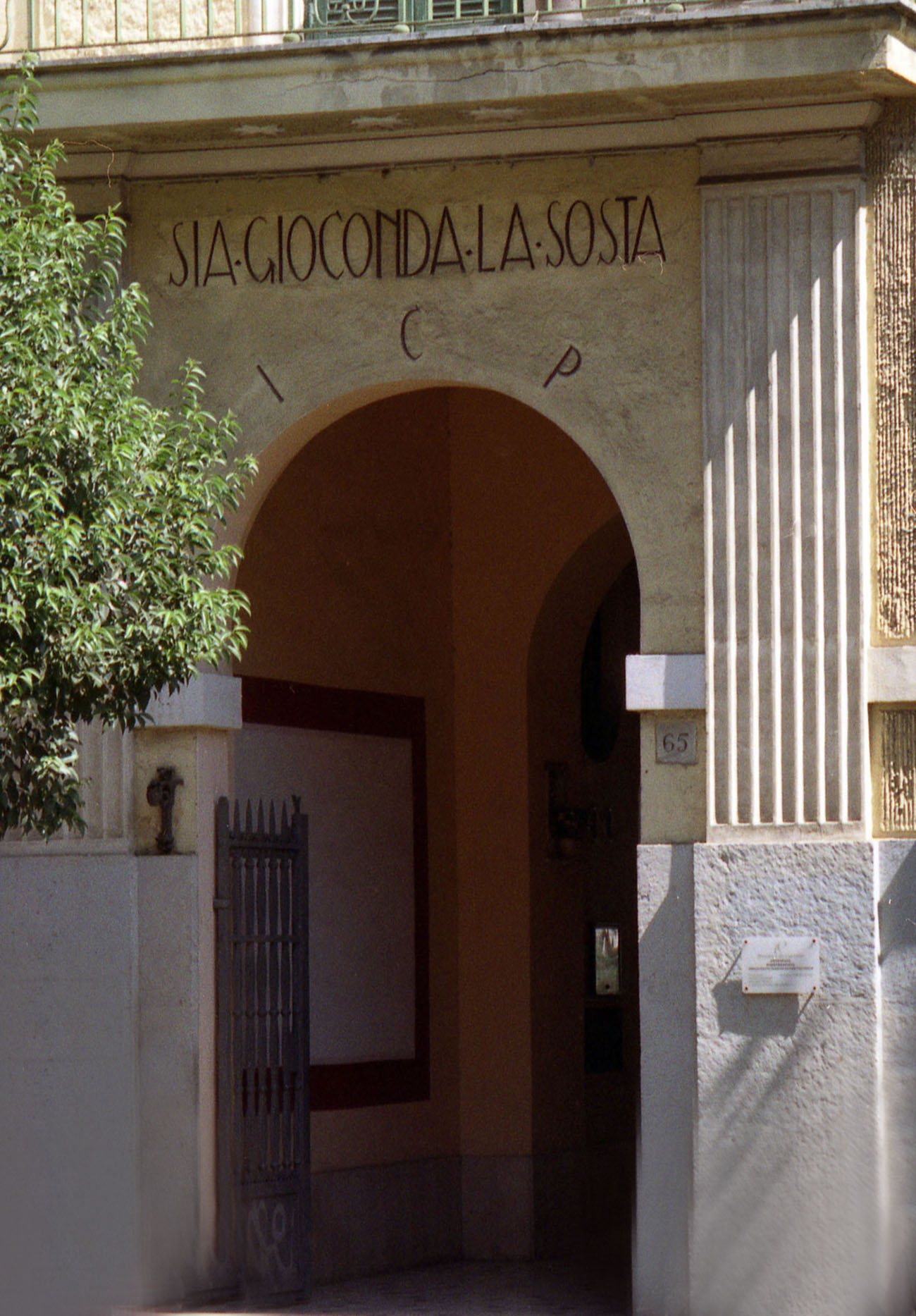
Ingresso ICP a via Magnagrecia

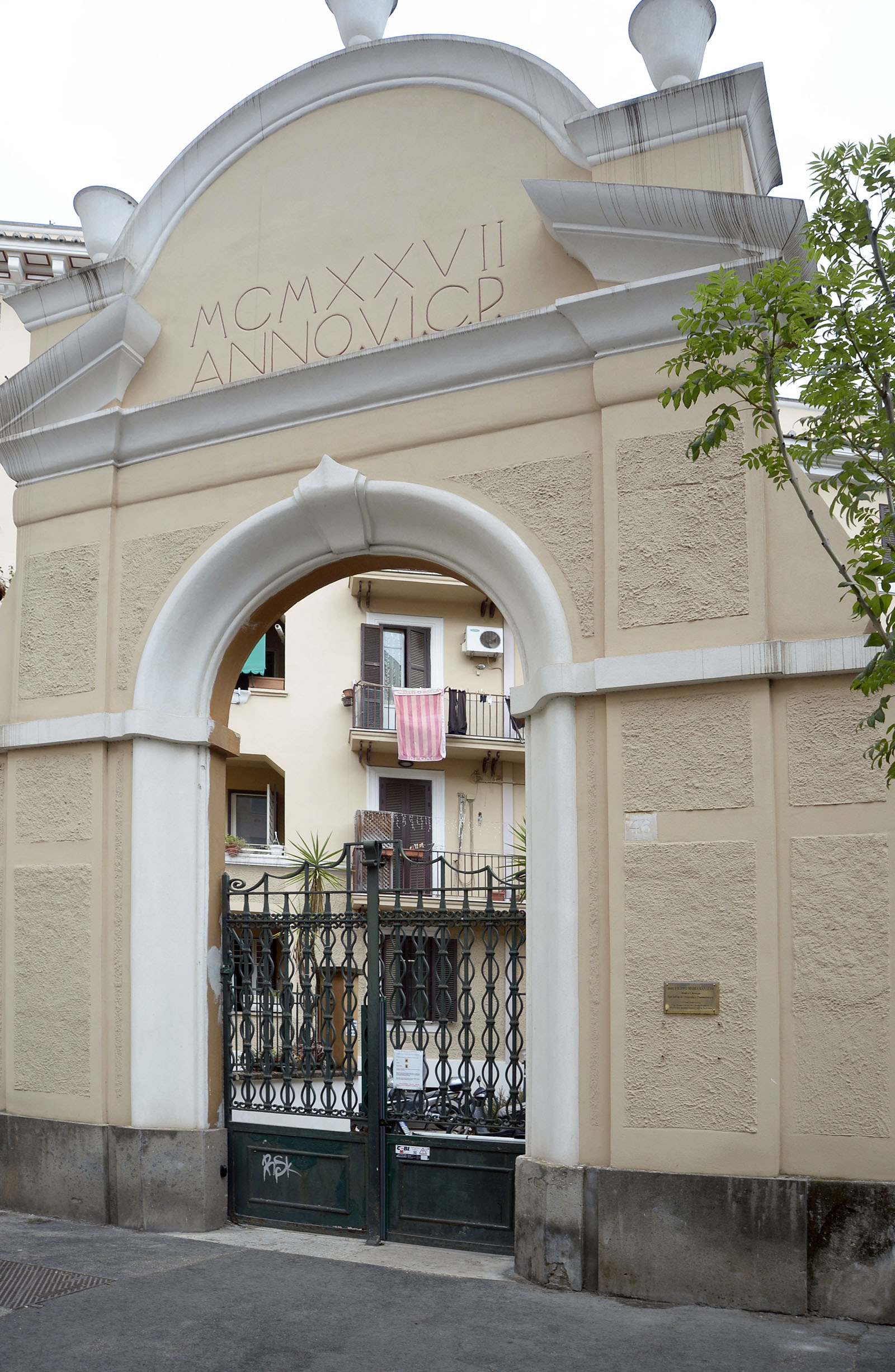
Cancello a via Faleria

Gli stabili sono composti da un primo strato di mattoni e laterizi. Strutturalmente i fabbricati di Vicario risultano di gran lunga più decorati rispetto a quelli di Martini: infatti sono visibili svariate bugnature ai lati, con un balconcino centrale in ferro battuto sormontato da una finestra con a sua volta sopra un timpano in vecchio stucco, sguinci e decorazioni ceramiche azzurre e bianche rappresentanti rondini e colombe che si librano.
Possiamo riscontrare svariate rifiniture e similitudini presenti nelle case popolari di Piazza Tuscolo (Camillo Palmerini, 1924-1928). Nei piani superiori sono presenti grosse finestre affiancate da rombi colorati (originali) e greche floreali. Le tegole sono originali ed è presente un porta-bandiere in ferro battuto. Inoltre dei vasi in ceramica agli angoli dei balconi laterali ed una scritta Sia Gioconda la Sosta sull'arco dell'androne, terminano le decorazioni presenti nell'edificio. Dall'ingresso, si accede ad un vecchio giardino verdeggiante e curato.
Nel giardino sono presenti arbusti di mirto selvatico, alloro lauro, svariate specie di palme, menta romana e ibiscus. Infine, i sottotetti, le tettoie e i portoni sono in puro legno di castagno e noce.